# 羅克頓 (伊利諾伊州)
羅克頓（英語：Rockton）是位於美國伊利諾伊州溫納貝戈縣的一個村落。

## 地理
羅克頓的坐標為42°27′03″N 89°03′50″W / 42.45083°N 89.06389°W，而該地最高點為海拔高度255米（即738英尺）。

## 人口
根據2010年美國人口普查的數據，羅克頓的面積為14.76平方千米，當中陸地面積為14.22平方千米，而水域面積為0.54平方千米。當地共有人口2185人，而人口密度為每平方千米148人。